# 金門高粱酒
金門高粱酒，是一種產於中華民國金門縣的高粱酒，由金門酒廠制造。

## 歷史
製造方法始於江蘇洋河，后傳入金門。
1954年，金門酒廠與台灣省公賣局簽約散裝金酒銷往臺灣。
1955年，金門酒廠研發風濕藥酒供部隊官兵使用。
1965年，金門酒廠正式成立化驗室實施嚴格的品質管制，並改燒煤蒸酒法為噴油機法，並添購半自動機器及磨粉打麴機器，進行現代化工程；同年，首度銷售外國。
1979年，陳年大麯酒、陳年特級酒、神泉酒、金剛酒、葡萄酒、長壽藥酒等相繼問世。

## 主要產品

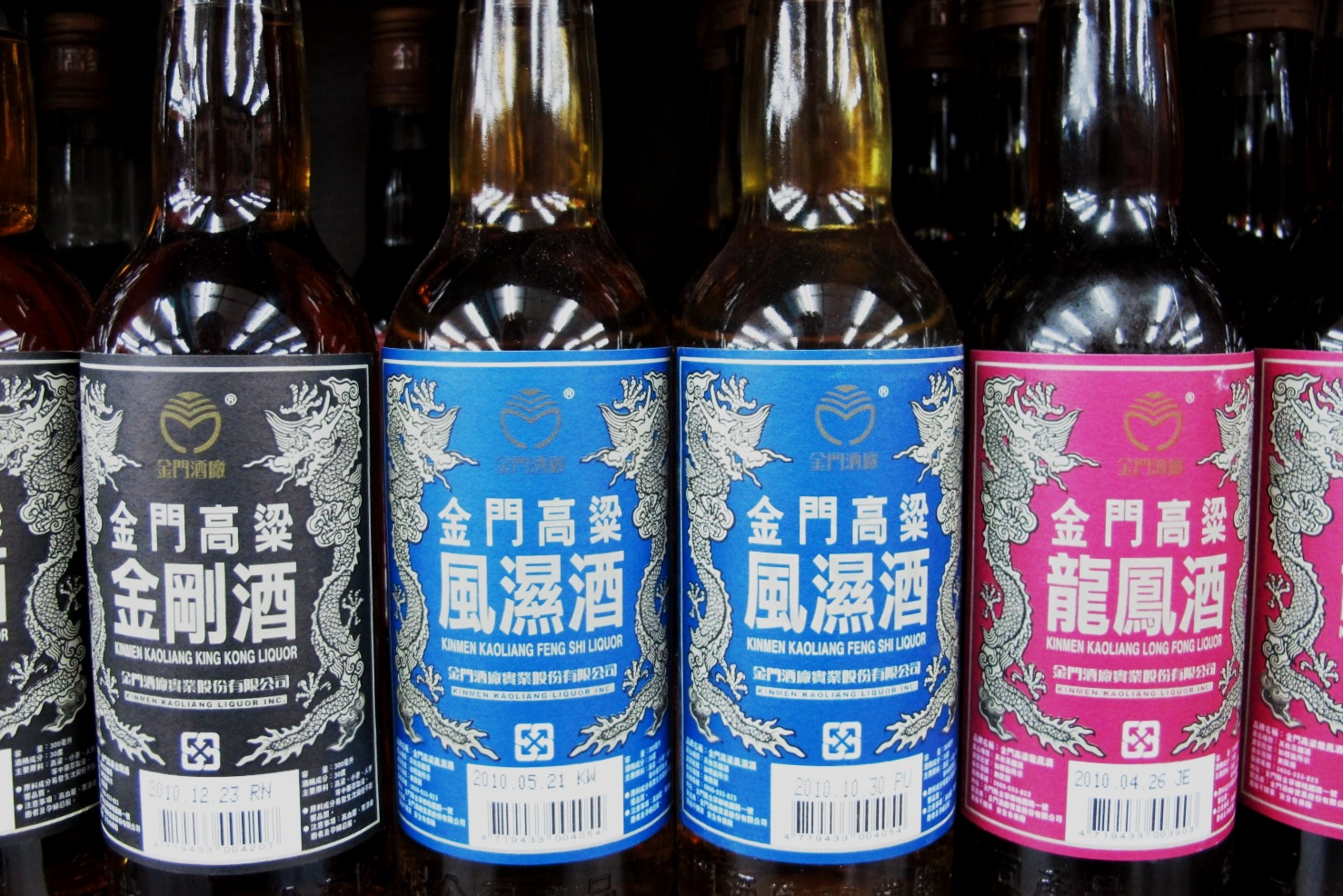
摆放在货架上的4瓶金门高粱酒

金門高粱酒主要產品有：特級高粱酒（白金龍）、陳年特級高粱酒（黑金龍）、特選高粱酒、特優高粱酒、大麴酒、陳年大麴酒...等等，酒精濃度從38%至66%不等，並且有多種紀念酒與家配酒，產品種類繁多。市場上最知名的酒款為：陳年特級高粱酒（黑金龍），於民國69年（1980年）開始生產，直到約民國80年代停產約15年，近年又重新推出。

## 分類
金門高粱酒一般被歸屬於「清香型」白酒。

## 外部連結
- 金門酒廠實業股份有限公司 （页面存档备份，存于）
- 金門高粱酒 - 台灣大百科全書 Encyclopedia of Taiwan （页面存档备份，存于）
- 酒香半世紀--金門古城之金門高粱酒
- 臺灣大百科全書 （页面存档备份，存于）
- 酒香半世紀--金門古城之金門高粱酒